# نیکولتا شوکه
نیکولتا شوکه خواننده جاز مجارستانی است که به عنوان برنده مسابقه صدای جاز شور مونترو در سال ۲۰۰۵ مورد تحسین بین‌المللی قرار گرفت.
نیکولتا شوکه (به انگلیسی: Nikoletta Szőke) یک خواننده جاز مجارستانی است که در ۸ مه ۱۹۸۳ در زالائگرسگ مجارستان متولد شد. او در چهار سالگی به پایتخت بوداپست نقل مکان کرد و تحصیلات خود را در آنجا آغاز کرد. نیکولتا، که پدرش یک نوازنده حرفه ای سنتور است، در سنین پایین استعداد موسیقی خود را نشان داد و به مهدکودک موسیقی رفت، اما پس از آن به مدت چهارده سال فعالیت موسیقی خود را قطع کرد.